# Огасавара (округ)
О́круг Огасава́ра (яп. 小笠原支庁 Огасавара-ситё:) — округ в составе Токио.
Территория округа состоит из островов архипелага Бонин (Огасавара), в том числе необитаемые острова Кадзан и Нисиносима, а также удалённые остров Минамитори и атолл Окинотори.
В составе округа имеется единственный населённый пункт: село Огасавара.
Администрация округа размещается на острове Титидзима.